# Herb gminy Tłuchowo
Herb gminy Tłuchowo – jeden z symboli gminy Tłuchowo, ustanowiony 15 czerwca 2010.

## Wygląd i symbolika
Herb przedstawia na tarczy w błękitnym polu dwie skrzyżowane srebrne szable pomiędzy dwiema srebrnymi klamrami w słup. Klamry nawiązują do herbu Cholewa, dawnych właścicieli Tłuchowa, szable upamiętniają związki gminy z wydarzeniami powstania styczniowego, a barwa niebieska tarczy odwołuje się do maryjnego wezwania kościoła parafialnego.